# Frederick John Jackson
Sir Frederick John Jackson (Catterick, 17 febbraio 1860 – Batavia, 3 febbraio 1929) è stato un diplomatico, esploratore e ornitologo britannico.

## I primi anni
Jackson nacque a Oran Hall, nei pressi di Catterick, nel North Yorkshire, nel 1860. Frequentò la Shrewsbury School e poi il Jesus College di Cambridge. Nel 1884 si recò in Africa per un viaggio di caccia, unendosi a J. G. Haggard, il console britannico a Lamu. Durante questo viaggio esplorò la costa dell'attuale Kenya, il fiume Tana e il monte Kilimangiaro. Oltre a sparare agli animali di grossa taglia, collezionava esemplari di uccelli e farfalle. Subito dopo la firma del trattato del 1886 per delimitare le sfere di influenza tedesca e britannica nell'Africa orientale, si unì alla Compagnia britannica dell'Africa Orientale (IBEAC).

## Amministratore coloniale
Nel 1889 Jackson guidò una spedizione della IBEAC, alla quale prese parte anche il suo amico e compagno di esplorazioni Arthur Neumann, con lo scopo prefissato di stabilire un collegamento tra Mombasa e il lago Vittoria, attraverso regioni all'epoca ancora in gran parte sconosciute agli europei, e se possibile ottenere notizie su Emin Pascià. A Kavirondo ricevette una lettera dal re Mwanga II del Buganda (in Uganda), nella quale il sovrano descriveva uno stato di grande caos a causa della rivalità tra le diverse fazioni cristiane. Jackson si diresse quindi a nord, esplorando la regione al di là del monte Elgon. Al suo ritorno a Kavirondo scoprì che il tedesco Carl Peters lo aveva preceduto e vi aveva innalzato la bandiera tedesca, che lui subito tirò giù. Si recò allora in Uganda, dove scoprì che i Baganda erano ancora incerti riguardo all'opportunità di accettare l'amministrazione della IBEAC. La decisione venne presa per loro dal trattato di Helgoland del 1900, con il quale l'Uganda passò sotto il controllo britannico.
Il governo britannico rilevò l'amministrazione dell'Africa Orientale Britannica dalla IBEAC nel 1894 e Jackson divenne un funzionario. Fu Luogotenente Governatore del Protettorato dell'Africa Orientale (1907-11) e Governatore dell'Uganda (1911-17).
Fu nominato membro dell'Ordine del Bagno (CB) per i servizi resi durante l'ammutinamento delle truppe sudanesi in Uganda del 1898. Per il suo operato amministrativo fu nominato membro dell'Ordine di San Michele e San Giorgio (CMG) il 26 giugno 1902 e Cavaliere Commendatore (KCMG) dello stesso ordine nel 1913. Si ritirò a vita privata nel 1917.

## L'attività di naturalista
Jackson divenne membro dell'Unione Ornitologica Britannica nel 1888. Nello stesso anno venne pubblicato un suo articolo, scritto assieme al capitano Shelley, in cui venivano descritti gli uccelli raccolti durante il suo viaggio in Africa nel 1884-86. In seguito raccolse molti esemplari durante una spedizione in Uganda nel 1888–91, che furono descritti in un articolo diviso in cinque parti sulla rivista Ibis nel 1891-92. Altri articoli dove Jackson descrisse nuove specie comparvero su Ibis e altre riviste tra il 1890 e il 1917. Nel 1910 Jackson venne eletto presidente della Società di Storia Naturale dell'Africa Orientale e dell'Uganda. Scrisse nove dei diciannove capitoli di Big Game Shooting, pubblicato nel 1894. Dopo il ritiro, lavorò a un'opera completa sugli uccelli dell'Africa orientale e dell'Uganda, interrotta dalla morte nel 1929, a seguito di una polmonite. The Birds of Kenya Colony and the Uganda Protectorate venne infine completata da William Lutley Sclater e pubblicata nel 1938.

## Commemorazioni
Sono molte le specie scoperte da Jackson, molte delle quali portano il suo nome. Tra esse ricordiamo la mangusta di Jackson (Bdeogale jacksoni), il francolino di Jackson (Pternistis jacksoni), il bucero di Jackson (Tockus jacksoni), l'apale golanera (Apalis jacksoni), l'akelat di Jackson (Sheppardia aequatorialis), il tessitore di Jackson (Ploceus jacksoni), la vedova di Jackson (Euplectes jacksoni), l'alarossa di Jackson (Cryptospiza jacksoni), il calandro di Jackson (Anthus latistriatus) e il camaleonte di Jackson (Trioceros jacksonii ).